# Simon Gerrans
Simon Gerrans (Melbourne, 16 mei 1980) is een voormalig Australisch wielrenner die tot eind 2018 reed voor BMC Racing Team.

## Carrière
In 2003 reed Gerrans voor Team Ringerike, een jaar nadat hij nationaal kampioen bij de beloften was geworden. Aan het eind van zijn debuutjaar liep hij stage bij het Portugese Carvalhelhos-Boavista. Een jaar later deed hij hetzelfde bij AG2R Prévoyance, waar hij in 2005 een contract tekende. Voor die ploeg won hij onder andere het eindklassement en een etappe in de Tour Down Under in 2006 en de Grote Prijs van Plumelec in 2007. Ook won hij in 2005 en 2006 het eindklassement van de Herald Sun Tour.
In 2008 won hij een rit in de Ronde van Frankrijk. Het jaar daarop won hij een etappe in zowel de Ronde van Italië als de Ronde van Spanje, waardoor hij in elke grote ronde een ritoverwinning wist te behalen.
In 2008 was Gerrans in het shirt van Crédit Agricole te zien. Nadat deze ploeg werd opgeheven, ging hij naar het nieuwe Cervélo TestTeam.
In 2010 stapte hij over naar het in dat jaar opgerichte Team Sky. Twee jaar later, in 2012, verhuisde hij naar het Australische Orica GreenEDGE. In dat jaar werd Gerrans voor de eerste keer in zijn carrière nationaal kampioen op de weg bij de profs. In januari 2012 won hij ook het eindklassement in de Tour Down Under, nadat hij in de voorlaatste rit nipt de dagzege aan Valverde moest laten. Op 17 maart 2012 boekte hij weer een grote overwinning: hij won Milaan-San Remo door Fabian Cancellara en Vincenzo Nibali in de sprint te verslaan.
Vijf jaar na zijn eerste etappezege in de Tour, boekte Gerrans in de Ronde van Frankrijk 2013 nogmaals een ritoverwinning. Hij schreef de derde etappe op zijn naam, pas de eerste overwinning in de Tour voor een Australisch team. Een dag later won Gerrans met zijn ploeg Orica GreenEDGE ook de vierde etappe, een ploegentijdrit in Nice. Na afloop mocht Gerrans de gele trui aantrekken.
In 2014 won Gerrans de honderdste editie van de wielerklassieker Luik-Bastenaken-Luik. Het was voor het eerst dat een Australiër deze koers op zijn naam schreef.
Het seizoen 2015 begon niet geweldig: Gerrans liep in januari een blessure op aan het bovenlichaam en zag daarmee het klassieke voorjaar in het water vallen. De pech bleef echter ook na terugkeer in het peloton aanhouden. Hoewel Gerrans na winst in de ploegentijdrit één dag de roze trui droeg in de Giro, verliet hij in juli na een valpartij de Tour met een polsbreuk.
Na afloop van het seizoen 2018 zette Gerrans een punt achter zijn carrière.

## Belangrijkste overwinningen
2002
 Australisch kampioen op de weg, Beloften
3e etappe Ronde van Tasmanië
2e etappe GP Tell
2003
Melbourne to Warrnambool Classic
2004
9e etappe Herald Sun Tour
2005
Ronde van de Finistère
GP Industria Artigianato e Commercio Carnaghese
3e etappe Herald Sun Tour
Eindklassement Herald Sun Tour
2006
1e etappe Tour Down Under
Eindklassement Tour Down Under
Eindklassement Herald Sun Tour
2007
Grote Prijs van Plumelec
2008
2e etappe Internationaal Wegcriterium
1e etappe Route du Sud
15e etappe Ronde van Frankrijk
2009
14e etappe Ronde van Italië
GP Ouest France-Plouay
10e etappe Ronde van Spanje
2011
Eindklassement Ronde van Denemarken
2012
 Australisch kampioen op de weg, Elite
Eindklassement Tour Down Under
Milaan-San Remo
Grote Prijs van Quebec
2013
5e etappe Tour Down Under
6e etappe Ronde van Catalonië
1e etappe Ronde van het Baskenland
3e en 4e etappe (ploegentijdrit) Ronde van Frankrijk
2014
 Australisch kampioen op de weg, Elite
1e etappe Tour Down Under
Eind- en puntenklassement Tour Down Under
Luik-Bastenaken-Luik
Grote Prijs van Quebec
Grote Prijs van Montreal
2015
1e etappe Ronde van Italië (ploegentijdrit)
2016
3e en 4e etappe Tour Down Under
Eind- en puntenklassement Tour Down Under

## Resultaten in voornaamste wedstrijden
| Jaar | Ronde van Italië | Ronde van Frankrijk | Ronde van Spanje |
| ---- | ---------------- | ------------------- | ---------------- |
| 2004 |                  |                     |                  |
| 2005 |                  | 126e                |                  |
| 2006 |                  | 78e                 |                  |
| 2007 |                  | 94e                 |                  |
| 2008 |                  | 79e (1)             |                  |
| 2009 | 43e (1)          |                     | opgave (1)       |
| 2010 |                  | opgave              | opgave           |
| 2011 |                  | 95e                 |                  |
| 2012 |                  | 79e                 |                  |
| 2013 |                  | 80e (1)             | opgave           |
| 2014 |                  | opgave              |                  |
| 2015 | opgave           | opgave              | 114e             |
| 2016 |                  | opgave              | 86e              |
| 2017 |                  |                     |                  |
| 2018 |                  | 107e                |                  |

| Jaar | Milaan-San Remo | Ronde van Vlaanderen | Amstel Gold Race | Luik-Bast.‑Luik | Ronde van Lombardije | Waalse Pijl | Clásica San Sebastián | Bretagne Classic |  | WK op de weg |  | Wereldranglijsten |
| ---- | --------------- | -------------------- | ---------------- | --------------- | -------------------- | ----------- | --------------------- | ---------------- |  | ------------ |  | ----------------- |
| 2004 |                 |                      |                  |                 |                      |             |                       |                  |  | opgave       |  |                   |
| 2005 |                 | 92e                  |                  | opgave          |                      | 67e         |                       | 51e              |  | 87e          |  |                   |
| 2006 |                 |                      |                  |                 |                      |             | 53e                   | 18e              |  | 89e          |  |                   |
| 2007 |                 |                      | 37e              | opgave          |                      | 74e         | 94e                   | 62e              |  | 66e          |  |                   |
| 2008 | 146e            |                      | 12e              | 54e             |                      |             |                       |                  |  | opgave       |  |                   |
| 2009 |                 |                      | 7e               | 6e              | opgave               | 8e          |                       | ↑                |  | 10e          |  | 25e (UWK)         |
| 2010 |                 |                      | 64e              | 11e             |                      | 55e         |                       | 101e             |  | opgave       |  |                   |
| 2011 |                 |                      | ↑                | 12e             |                      | 21e         | 11e                   | ↑                |  | 79e          |  | 38e (UWT)         |
| 2012 | ↑               |                      | 20e              | 19e             | opgave               |             | ↑                     | 12e              |  | 21e          |  | 6e (UWT)          |
| 2013 | 68e             |                      | ↑                | 10e             |                      |             | 34e                   |                  |  |              |  | 55e (UWT)         |
| 2014 |                 |                      | ↑                | ↑               |                      |             | opgave                | 51e              |  | ↑            |  | (UWT)             |
| 2015 |                 |                      | 70e              | opgave          | opgave               |             |                       |                  |  | 6e           |  | 161e (UWT)        |
| 2016 |                 |                      | 11e              | 33e             |                      |             |                       |                  |  |              |  | 39e (UWT)         |
| 2017 | 36e             |                      | opgave           | 139e            |                      |             |                       | 95e              |  |              |  | 113e (UWT)        |
| 2018 |                 |                      | 79e              | 77e             | opgave               | 86e         | opgave                | 47e              |  |              |  | 152e (UWT)        |

## Ploegen
- 2003 –  Team Ringerike
- 2003 –  Carvalhelhos-Boavista (stagiair vanaf 1-9)
- 2004 –  AG2R Prévoyance (stagiair vanaf 1-9)
- 2005 –  AG2R Prévoyance
- 2006 –  AG2R Prévoyance
- 2007 –  AG2R Prévoyance
- 2008 –  Crédit Agricole
- 2009 –  Cervélo TestTeam
- 2010 –  Sky Professional Cycling Team
- 2011 –  Sky ProCycling
- 2012 –  Orica GreenEDGE [a]
- 2013 –  Orica GreenEDGE
- 2014 –  Orica GreenEDGE
- 2015 –  Orica GreenEDGE
- 2016 –  Orica-BikeExchange [b]
- 2017 –  Orica-Scott
- 2018 –  BMC Racing Team

1. ↑  Tot de Ronde van Italië heette de ploeg GreenEDGE, maar na het aantrekken van Orica als hoofdsponsor werd de naam veranderd.
2. ↑  Tot 1 juli heette de ploeg Orica GreenEDGE, maar na het aantrekken van BikeExchange als cosponsor werd de naam veranderd.